# Massimo Stano
Massimo Stano (født 27. februar 1992) er en italiensk atlet, der konkurrerer i kapgang. Han repræsenterede sit land under verdensmesterskaberne i atletik 2015 i Beijing, hvor han blev nummer 20 i 20 kilometer-løbet.
I 2021 deltog han for Italien i 20 km-løbet i Sapporo under sommer-OL 2020 og vandt guld med tiden 1.21.05.